# آپریل رین (گروه موسیقی)
آپریل رین (به انگلیسی: April Rain) یک گروه پست راک است که به خاطر خلق موسیقی اتمسفریک عمیق شهرت دارد.
آپریل رین در سال ۲۰۱۲ به عنوان یک گروه یک‌نفره در کراسنودوم اوکراین ایجاد شد و اولین آهنگ‌های آن تحت تأثیر سیگور روس ساخته شد.
در سال ۲۰۱۳ اولین آلبوم استادیویی گروه تحت عنوان «در انتظار طلوع آفتاب» (به انگلیسی: Waiting For Sunrise) منتشر شد. در آن زمان «آپریل رین» هنوز یک گروه تک‌نفره بود. با این حال، در سال ۲۰۱۴، گروه تغییرات عمده‌ای را پشت سر گذاشت و سه نوازنده دیگر با نواختن در کنسرت‌های مختلف در لوهانسک، نقش مهمی در آن داشتند. به دلیل جنگ داخلی در اوکراین، والری، یکی از اعضای گروه به روسیه نقل مکان کرد و در آنجا با شرکت ضبط «Fluttery Records» قرارداد امضا کردند و به ساخت موسیقی جدید ادامه دادند.
در حال حاضر آپریل رین یک گروه چهار نفره متشکل از والری بیکوف، پاشا کوزنتسوف، واسیلی (واسکا) ژوراولوف و دنیس آرینوویچ است که در سن پترزبورگ روسیه واقع شده‌است. «واسیلی ژوراولوف» مدتی پس از انتشار و تبلیغ آلبوم «Mirror of Ether» در سال ۲۰۲۱، گروه را ترک کرد و بعداً در همان سال، آنتون (توشا) مدودف، نوازنده باس گروه THE OTHER WIND جایگزین او شد.

## دیسکوگرافی

### آلبوم‌های استودیویی
- ۲۰۱۵ - Waiting For Sunrise
- ۲۰۱۵ - Leave Me No Light
- ۲۰۱۸ - To Whom It May Concern
- ۲۰۱۹ - Mirror of Ether
- ۲۰۲۳ - Undertone

### ای‌پی
- ۲۰۱۴ - One Is Glad to Be of Service
- ۲۰۱۴ - Songs for Someone
- ۲۰۱۶ - A Melting Snowman

### موسیقی متن فیلم/بازی
۲۰۱۹ - Seven Summer Days: Noir